# Bad Day
Bad Day – pierwszy singel z płyty Daniel Powter kanadyjskiego piosenkarza Daniela Powtera.

## Teledysk
Teledysk do tej piosenki ukazuje dwoje samotnych ludzi, dziewczynę (Samaire Armstrong) i chłopaka (Jason Adelman). Budzą się o różnym czasie, wykonują swoje codzienne obowiązki, w międzyczasie rysują markerami na billboardzie w metrze. W końcu spotykają się podczas deszczu, próbując złapać taksówkę.